# Trigonopterus constrictus
Trigonopterus constrictus (лат.) — высокогорный вид жуков-долгоносиков рода Trigonopterus из подсемейства Cryptorhynchinae (Curculionidae). Встречаются в горах на острове Новая Гвинея (Jayapura Reg., Poga. Elevation: 2330—2410 м).

## Описание
Мелкие нелетающие жуки-долгоносики, длина от 2,55 до 2,63 мм; в основном темно-коричневого цвета; лапки, надкрылья и усики буроватые. Тело субовальное, с перетяжкой между переднеспинкой и надкрыльями. Пронотум плотно пунктированный. Глаза крупные. Крылья отсутствуют. Рострум укороченный, в состоянии покоя не достигает середины средних тазиков. Надкрылья с 9 бороздками. Коготки лапок мелкие. В более ранних работах упоминался как «Trigonopterus sp. 54».
Вид был обнаружен в подстилочном слое в горном тропическом лесу (один из самых высокогорных видов всего рода). Впервые описан в 2013 году немецким колеоптерологом Александром Риделем (Alexander Riedel; Museum of Natural History Karlsruhe, Карлсруэ, Германия), совместно с энтомологами Катайо Сагата (Katayo Sagata; Papua New Guinea Institute for Biological research (PNG-IBR), Goroka, Папуа Новая Гвинея), Суриани Сурбакти (Suriani Surbakti; Jurusan Biology, FMIPA-Universitas Cendrawasih, Kampus Baru, Джаяпура, Папуа, Индонезия), Рене Тэнзлером (Rene Tänzler; Zoological State Collection, Мюнхен) и Майклом Бальке (Michael Balke; GeoBioCenter, Ludwig-Maximilians-University, Мюнхен, Германия), осуществившими ревизию фауны жуков рода Trigonopterus на острове Новая Гвинея.
Видовое название T. constrictus дано по признаку наличия перетяжки (конкструкции) между переднеспинкой и надкрыльями.
Trigonopterus constrictus вместе с видом Trigonopterus scissops образует видовую группу T. scissops-group. Для этой группы характерны следующие признаки: глаза разделены на дорсальную и вентральную части глубоким разрезом у заднего края, припочвенные условия обитания.